# Ballads, Poems and Lyrics (tomik Denisa Florence’a McCarthy’ego)
Ballads, Poems and Lyrics – tomik irlandzkiego poety Denisa Florence’a McCarthy’ego, opublikowany w 1850. Książka zawiera między innymi poemat The Voyage of St. Brendan. W tomie znalazły się też liczne tłumaczenia z francuskiego, włoskiego, hiszpańskiego i niemieckiego.